# دیرین‌بال‌انگشتی‌سانان
دیرین‌بال‌انگشتی‌سانان(نام علمی: Archaeopterodactyloidea) نام یک فروراسته از راسته پتروسور است.